# 염화 플루오린화 탄소
염화 플루오린화 탄소(鹽化-化炭素) 또는 염화불화탄소(鹽化弗化炭素), 클로로플루오로카본(chlorofluorocarbons, CFCs)은 탄소, 염소, 플루오린이 포함된 유기 화합물을 가리키며, 메탄과 에테인의 휘발성 파생물로 생성된다. 
하부 분류로는 수소도 포함된 수소 염화 플루오린화 탄소(hydrochlorofluorocarbons, HCFCs)가 있다. 듀폰의 상표명인 프레온(Freon)으로도 잘 알려져 있다. 그러므로 이 물질은 프레온 가스로도 불린다. 대한민국에서는 염화 플루오린화 탄소가 흔히 프레온 가스로 알려져 있지만, 정확히 말하면 수소 염화 플루오린화 탄소를 가리킨다.
사실 형태로는 여러 가지 종류가 있어 이와 유사한 화합물들을 뭉뚱그려 CFC로 지칭한다. 수많은 CFC는 냉각재, 추진제, 솔벤으로 널리 쓰이고 있다.
에어컨의 냉매, 발포제, 세정제 등 산업계에 폭넓게 사용되는 가스이다. CFC는 인체에 독성이 거의 없고 불연성을 지닌 이상적 화합물이긴 하지만 태양의 자외선에 의해 염소원자로 분해돼 지구 온난화의 원인 물질이자 오존층을 파괴하는 주범으로 밝혀져 몬트리올 의정서에서 이의 사용을 규제하고 있다. 
따라서 염화 플루오린화 탄소가 성층권까지 올라가는 데에만 30~40년 정도가 걸리며, 100년 이상 지나야 완전히 사라진다. 
대한민국은 개도국특례조항에 의거하여 2000년까지는 사용하였다.

## 반응
CFCs가 가장 중요한 반응중 하나는 C-Cl 결합의 광반응이다.
CCl3F → CCl2F. + Cl.
Cl.으로 서술된 염소 원자는 염소 분자(Cl2)와는 매우 다르게 반응한다. 염소 원자는 성층권에 오래 체류하면서 오존을 산소 분자로 분해시키며 반응 과정은 다음과 같다.
Cl + O3 → ClO + O2
ClO + O3 → Cl + 2O2
오존은 UV-C 전부와 UV-B 대부분을 흡수하므로, 이의 결핍은 지구 표면에 자외선이 더 도달하게 쉽게 만든다. 이 때문에 CFC의 사용은 현재 엄격히 규제되고 있다. 브로민 원자는 이보다 더 반응이 심하기에 CFC의 브롬화물 또한 규제의 대상이다.

## 이용
CFC의 낮은 독성, 가연성, 반응성때문에 많이 개발되어 사용되었다.
냉장고의 냉매, 발포제, 용매 세정 등에도 사용된다.
매년 수십억 킬로그램의 CFC가 테플론의 단량체인 사불화에틸렌의 원료물질로서 생산되고 있다.

## 같이 보기
- 할로알케인
- 토머스 미즐리
- 지구 온난화
- 오존층